# Maoče
Maoce (cyr. Маоце) – wieś w Czarnogórze, w gminie Pljevlja. W 2011 roku liczyła 86 mieszkańców.